# Iglesia de San Juan Bautista (Lejona)
La iglesia de San Juan Bautista es un edificio situado en la localidad española de Lejona, en la provincia de Vizcaya.

## Descripción
El edificio se encuentra en la localidad española de Lejona, perteneciente a la provincia de Vizcaya, en la comunidad autónoma del País Vasco. Se menciona como iglesia parroquial del lugar en el décimo volumen del Diccionario geográfico-estadístico-histórico de España y sus posesiones de Ultramar de Pascual Madoz, donde aparece descrita con las siguientes palabras: «igl. parr. bajo la advocacion de San Juan Bautista, aneja de la de Erandio y servida por un beneficiado de la matriz».